# لیزی مگی
لیزی مگی (انگلیسی: Lizzie Magie؛ ‏ ۹ مهٔ ۱۸۶۶ – ۲ مارس ۱۹۴۸) طراح بازی، نویسنده، جورجیست و فمینیست اهل ایالات متحده آمریکا بود. او «بازی صاحب‌خانه» (The Landlord's Game) را طراحی کرد که منادی و پیش‌درآمد مونوپولی تبدیل شد. این بازی برای توضیح و نمایش آموزه‌ها و ایده‌های اقتصاددان عصر ترقی‌خواهی هنری جرج ساخته شده بود.

## زندگی و مشاغل
الیزابت جی. مگی در ۱۸۶۶ در ماکوم در ایالت ایلینوی به دنیا آمد. او دختر مری جین (ریچی) و جیمز کی. مگی بود. پدرش ناشر روزنامه و یک مبارز ضد برده‌داری بود که در اواخر دهه ۱۸۵۰ در کنار آبراهام لینکلن در ایالت ایلینوی سفر می‌کرد و با استیون ای. داگلاس دربارهٔ مسائل سیاسی بحث و جدل می‌کرد.
مگی پس از نقل مکان به منطقه واشینگتن، دی.سی. و مریلند در اوایل دهه ۱۸۸۰ به عنوان تندنویس و تایپیست در «دفتر نامه‌های بدون آدرس یا غیرقابل ارسال» کار می‌کرد. او همچنین نویسنده داستان کوتاه و شعر، کمدین، بازیگر صحنه، فمینیست و مهندس بود.
در سن ۲۶ سالگی، مگی یک ثبت اختراع برای اختراع خود دریافت کرد که فرایند تایپ را با سهولت بیشتری برای عبور کاغذ از میان غلتک‌ها امکان‌پذیر می‌کرد. در آن زمان، کمتر از یک درصد از تمام ثبت‌های اختراع به زنان تعلق داشت. او همچنین در اوایل دهه ۱۹۰۰ برای مدت کوتاهی به عنوان خبرنگار فعالیت می‌کرد. در ۱۹۱۰، در سن ۴۴ سالگی، با آلبرت والاس فیلیپس ازدواج کرد. آن‌ها فرزندی نداشتند.

## فعالیت‌های سیاسی
الیزابت جی. مگی یک فعال برجسته در جنبش فمینیستی و جورجیستی بود که باورهای سیاسی پدرش را که در دوران کودکی او داشت، بازتاب می‌داد. جورجیسم به دیدگاه اقتصادی‌ای اطلاق می‌شود که به جای مالیات بر درآمد یا دیگر منابع، دولت باید مالیات عمومی بر زمین ایجاد کند که بر اساس مفید بودن، اندازه و موقعیت زمین باشد (مالیات تک‌گانه). سپس، پس از تأمین هزینه‌های دولت، پول باقی‌مانده باید به مردم توزیع شود. بسیاری از رهبران سیاسی پیشرو در آن زمان از این دیدگاه اقتصادی حمایت می‌کردند، زیرا این امر مردم را تشویق به کشت زمین می‌کرد، ثروت را به افراد با وضعیت اجتماعی-اقتصادی پایین‌تر بازتوزیع می‌کرد، ایده اینکه مالکان زمین یا صاحبخانه‌ها قدرت و ارزش مالی زمین‌هایی که مردم از آن‌ها استفاده می‌کردند را داشتند، از بین می‌برد و به مردم اجازه می‌داد تا تمام ارزش و مزایای ابداعات و نوآوری‌های خود را مالک شوند. این باور، اساس خلق بازی او به نام «بازی صاحب‌خانه» شد.
علاوه بر این، او اعتقاد داشت که زنان همانند مردان قادر به اختراع، تجارت و دیگر زمینه‌های حرفه‌ای هستند. در دهه‌های ۱۸۰۰، این باور هم نو و هم رادیکال محسوب می‌شد. وقتی او به عنوان تندنویس کار می‌کرد، حدود ۱۰ دلار در هفته درآمد داشت که بدون کمک یک شوهر برای تأمین خود کفایت نمی‌کرد.
او برای جلب توجه عموم به مشکلات زنان در ایالات متحده آمریکا یک آگهی خرید و فروش منتشر کرد و سعی کرد خود را به عنوان یک «برده جوان آمریکایی» که به دنبال شوهر برای مالکیت خود می‌گردد، حراج کند. این آگهی به منظور نشان دادن وضعیت زنان و سیاه‌پوستان در کشور منتشر شد و بر این نکته تأکید می‌کرد که تنها افرادی که واقعاً آزاد بودند، مردان سفیدپوست بودند. آگهی که مگی منتشر کرد به موضوعی داغ در شهر تبدیل شد و به سرعت از طریق ستون‌های خبری و شایعات در سراسر کشور پخش شد. نام مگی به عنوان یک فمینیست صریح و سربلند بر سر زبان‌ها افتاد.

## مرگ

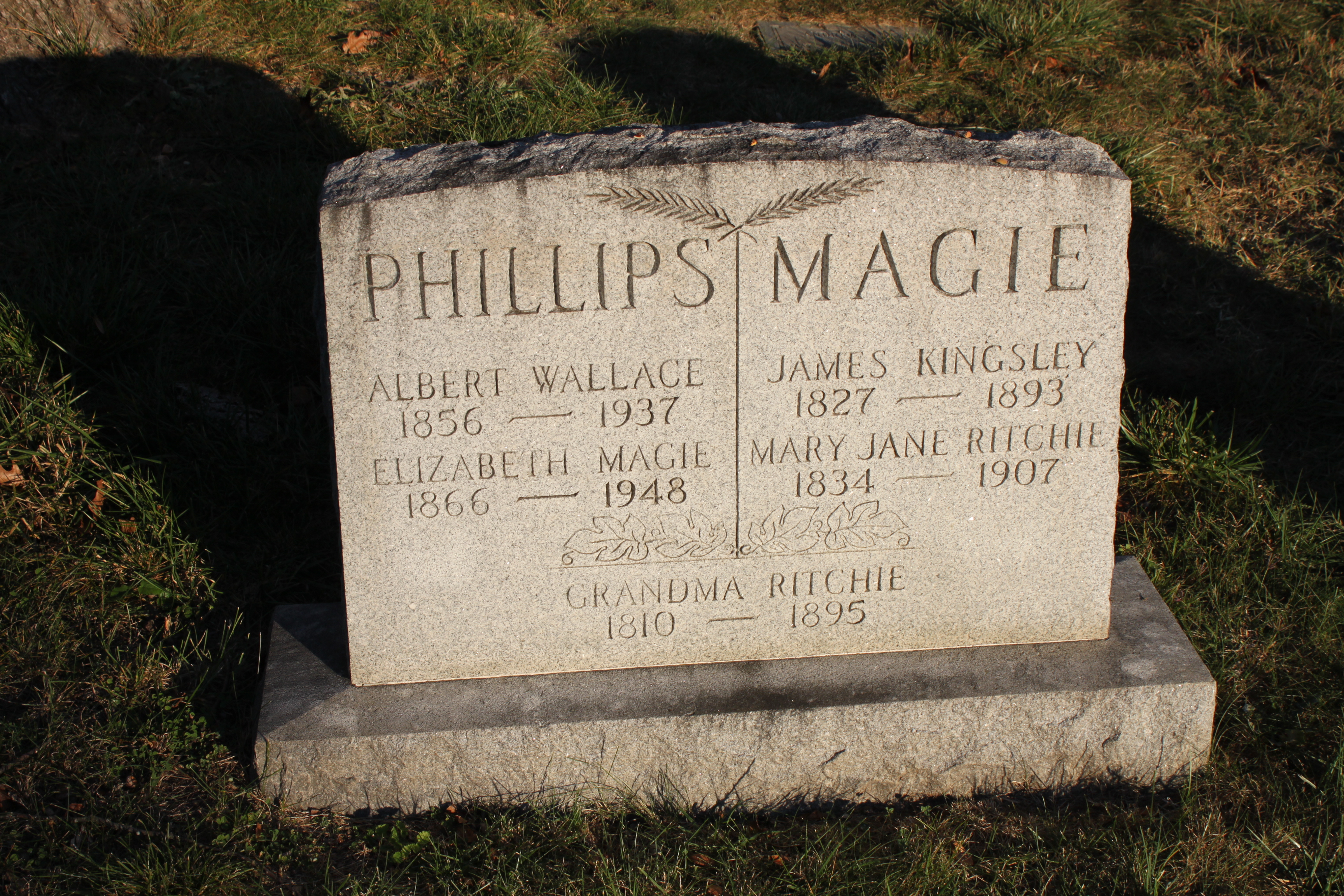
قبر مگی و همسرش در گورستان کلمبیا گاردنز

الیزابت جی. مگی در سال ۱۹۴۸ در سن ۸۱ سالگی درگذشت. او در کنار شوهرش، آلبرت والاس فیلیپس، که در سال ۱۹۳۷ درگذشته بود، در گورستان کلمبیا گاردنز در شهرستان آرلینگتون، ویرجینیا دفن شد. مگی بدون اینکه فرزندی داشته باشد درگذشت. در زمان مرگ او، از تأثیراتی که بر صنعت بازی‌های تخته‌ای و فرهنگ آمریکایی گذاشته بود، قدردانی نشد.